# وارمزورت
وارمزورت (به انگلیسی: Warmsworth) یک روستا و محله مدنی در بریتانیا است که در کلان‌شهر مستقل دانکستر واقع شده‌است. وارمزورت ۳٬۸۸۷ نفر جمعیت دارد.